# Zama Regia
Zama Regia, Zama Maior ali samo Zama, zgodovinsko mesto v sedanji Tuniziji, prizorišče bitke med antično Kartagino in Rimsko republiko 19. oktobra 202 pr. n. št.. Poraz Kartažanov je pomenil konec druge punske vojne in edini poraz kartažanskega generala Hanibala. Rimski vojsko je poveljeval Publij Kornelij Scipion. Mesto so zgradili nekaj stoletij po bitki.
Na mestu Zame Regie stoji sedanje tunizijsko mesto Sers.